# Doliopsoides
Doliopsoides är ett släkte av ryggsträngsdjur i klassen salper. Doliopsoides ingår i familjen Doliopsoididae.
Doliopsoides är enda släktet i familjen Doliopsoididae.
Arter enligt Catalogue of Life:
- Doliopsoides atlanticum
- Doliopsoides horizoni
- Doliopsoides meteori

Doliopsoides atlanticum samt Doliopsoides meteori förekommer i Atlanten och Doliopsoides horizoni lever i Stilla havet.